# Abietite
L'abietite  è un polialcol tetroso con centri chirali, contenuto negli aghi di conifere del genere Abies, scoperto prevalentemente nella specie Abies pectinata tipica dell'Europa.
La data della scoperta non è nota e neppure lo scopritore, probabilmente si deve ai protochimici sul finire del XVIII secolo. I primi documenti lo citano nella seconda metà del XIV secolo Si ottiene per estrazione in corrente di vapore o per estrazione con etanolo a caldo e conseguenti cristallizzazioni.
Di forma fisica ed aspetto molto simile al mannitolo, ne differisce per le caratteristiche di solubilità in diversi solventi. Pur non essendoci studi recenti a conferma, dalla formula bruta e dalle caratteristiche si presuppone possa essere la forma ridotta dello zucchero D-treosio, il cui nome comune IUPAC dovrebbe quindi essere D-treitolo.